# Bornsjön
Bornsjön este o arie protejată (arie specială de conservare — SAC, sit de importanță comunitară — SCI, arie de protecție specială avifaunistică — SPA) din Suedia întinsă pe o suprafață de 697,1 ha, integral pe uscat.

## Localizare
Centrul sitului Bornsjön este situat la coordonatele 59°14′27″N 17°44′36″E / 59.2407°N 17.7434°E.

## Înființare
Situl Bornsjön a fost declarat arie de protecție specială avifaunistică în ianuarie 1998 pentru a proteja 2 specii de animale. Alte tipuri de protecție:
- sit de importanță comunitară (în iulie 2000)
- arie specială de conservare (în martie 2011)[1][3][4]

## Biodiversitate
Situată în ecoregiunea boreală, aria protejată conține 2 habitate naturale: Lacuri eutrofice naturale cu vegetație de tip Magnopotamion sau Hydrocharition, Taiga vestică.
La baza desemnării sitului se află mai multe specii protejate de  păsări (2): cufundar polar (Gavia arctica), vultur pescar (Pandion haliaetus).